# 雞包仔
雞包仔是包點類的粤式酒樓點心。雞包仔的大小和外型與叉燒包相近。主要餡料為雞肉，另外有少許冬菇、蝦仁、芫荽等。
雞包仔的意思是指「小型的雞包」，與體積較大的大包區分，也比常見的叉燒包略小。因此，在粵語俗語有用「雞包仔」來形容女生的胸部細小。